# Joachim Jungius

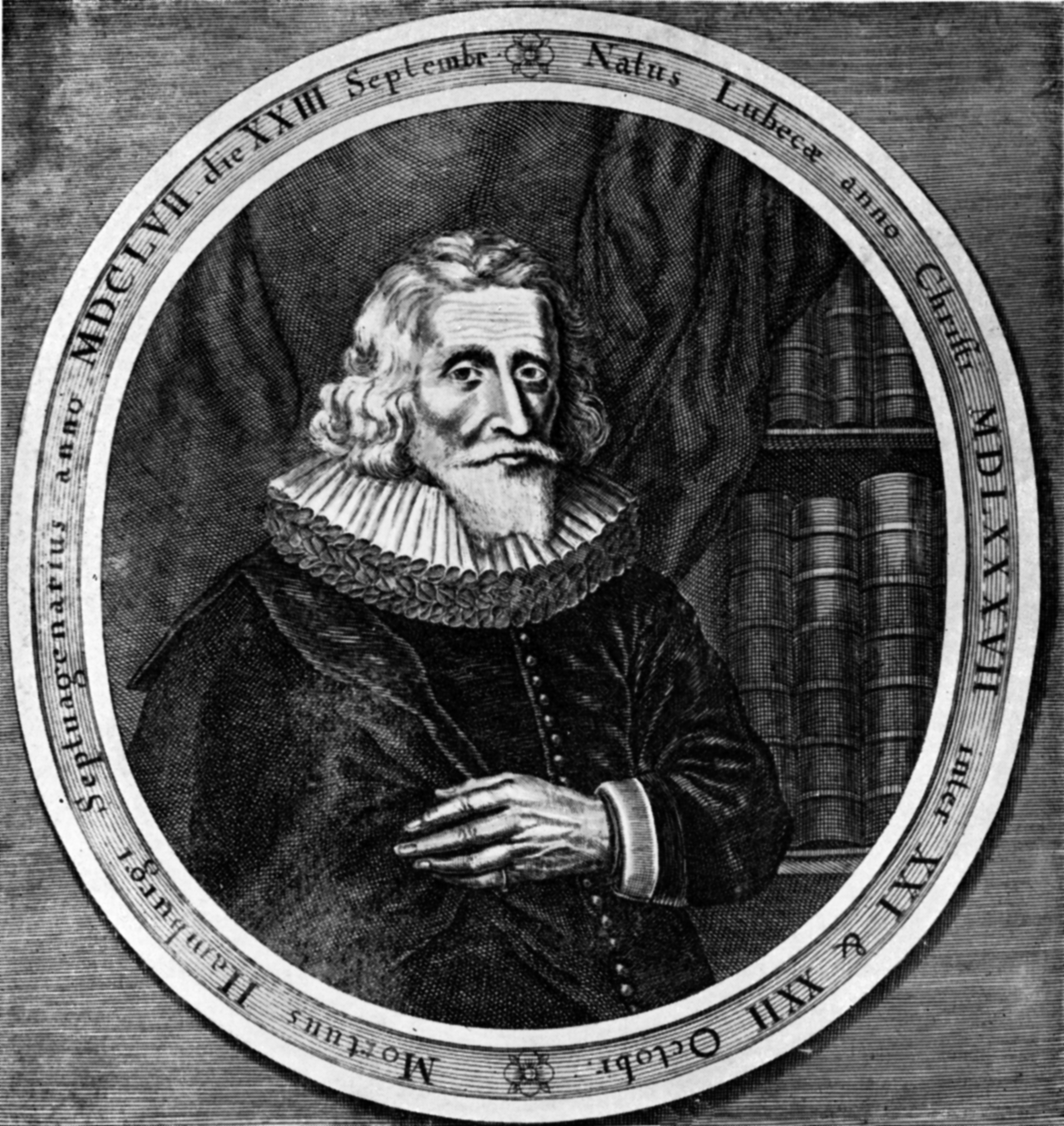
Joachim Jungius

Joachim Jungius (ur. 22 października 1587 w Lubece, zm. 23 września 1657 w Hamburgu) – niemiecki matematyk, fizyk i filozof.

## Życiorys
Ukończył gimnazjum w Lubece, następnie studiował metafizykę klasyczną na uniwersytecie w Rostocku, studia na różnych kierunkach kontynuował na Uniwersytecie w Gießen, później także w Padwie. Uzyskał między innymi tytuł profesora matematyki. W 1642 jako pierwszy określił pierwiastki chemiczne jako jednolite substancje, których dalsze rozłożenie jest niemożliwe. Autor licznych prac z dziedziny logiki (Logica Hamburgensis, 1638), atomistyki, chemii, alchemii i innych nauk.
Ważniejsze dzieła Joachima Jungius'a w katalogu Niemieckiej Biblioteki Narodowej:
Der Briefwechsel des Joachim Jungius

Joachim Jungius' Geometria empirica und Reiß-Kunst

Joachim Jungius und sein Zeitalter

Aus dem literarischen Nachlass von Joachim Jungius

Disputationes Hamburgenses

Praelectiones physicae

Joachimi Jungii Logicae Hamburgensis additamenta

Joachimi Jungii Logica Hamburgensis
W swoich pracach naukowych stworzył podstawy nowoczesnej morfologii i terminologii botanicznej. Dotyczy to głównie De plantis doxoscopiae (druk z 1662) oraz Isagoge phytoscopica (druk z 1678), w których pierwszy wprowadził pojęcia topologii do opisu kształtów roślin. Terminologia Jungius'a w dużym stopniu została przejęta przez K. Linneusza.